# Promozione Basilicata 1979-1980
Nella stagione 1979-1980 la Promozione era sesto livello del calcio italiano (il massimo livello regionale). Qui vi sono le statistiche relative al campionato in Basilicata.
Il campionato è strutturato in vari gironi all'italiana su base regionale, gestiti dai Comitati Regionali di competenza. Promozioni alla categoria superiore e retrocessioni in quella inferiore non erano sempre omogenee; erano quantificate all'inizio del campionato dal Comitato Regionale secondo le direttive stabilite dalla Lega Nazionale Dilettanti, ma flessibili, in relazione al numero delle società retrocesse dal Campionato Interregionale e perciò, a seconda delle varie situazioni regionali, la fine del campionato poteva avere degli spareggi sia di promozione che di retrocessione.

## Squadre partecipanti
| Club                     | Città (provincia)         | Stadio | Stagione precedente |
| ------------------------ | ------------------------- | ------ | ------------------- |
| Pol. Bernalda            | Bernalda (MT)             |        |                     |
| Carlo Fortunato          | Senise (PZ)               |        |                     |
| S.C. Ferrandina          | Ferrandina (MT)           |        |                     |
| U.S. Irsinese            | Irsina (MT)               |        |                     |
| U.S. Lagonegro           | Lagonegro (PZ)            |        |                     |
| A.S. Lavello             | Lavello (PZ)              |        |                     |
| U.S. Libertas Invicta    | Potenza                   |        |                     |
| A.S. Melfi               | Melfi (PZ)                |        |                     |
| Pol. Moliterno           | Moliterno (PZ)            |        |                     |
| G.S. Murese              | Muro Lucano (PZ)          |        |                     |
| Palazzo Calcio           | Palazzo San Gervasio (PZ) |        |                     |
| Pol. Cristo Re Pisticci  | Pisticci (MT)             |        |                     |
| S.C. Policoro            | Policoro (MT)             |        |                     |
| Calcio Pro Matera S.p.a. | Matera                    |        |                     |
| Pol. Tolve               | Tolve (PZ)                |        |                     |
| Pol. Vaglio              | Potenza                   |        |                     |

## Classifica finale
|  | Pos. | Squadra          | Pt  | G   | V   | N   | P   | GF  | GS  | DR  |
|  | ---- | ---------------- | --- | --- | --- | --- | --- | --- | --- | --- |
|  | 1.   | Lavello          | 53  | 30  | 23  | 7   | 0   | 55  | 7   | +48 |
|  | 2.   | Vaglio           | 47  | 30  | 22  | 3   | 5   | 78  | 27  | +51 |
|  | 3.   | Melfi            | 37  | 30  | 14  | 9   | 7   | 47  | 33  | +14 |
|  | 4.   | Bernalda         | 37  | 30  | 16  | 5   | 9   | 41  | 28  | +13 |
|  | 5.   | Lagonegro        | 35  | 30  | 14  | 7   | 9   | 50  | 35  | +15 |
|  | 6.   | Carlo Fortunato  | 33  | 30  | 12  | 9   | 9   | 42  | 29  | +13 |
|  | 7.   | Tolve            | 31  | 30  | 13  | 5   | 12  | 48  | 36  | +12 |
|  | 8.   | Policoro         | 29  | 30  | 11  | 7   | 12  | 41  | 36  | +5  |
|  | 9.   | Pro Matera       | 27  | 30  | 9   | 9   | 12  | 37  | 41  | -4  |
|  | 10.  | Murese (-1)      | 26  | 30  | 8   | 11  | 11  | 32  | 38  | -6  |
|  | 11.  | Palazzo (-1)     | 26  | 30  | 10  | 7   | 13  | 37  | 50  | -13 |
|  | 12.  | Libertas Invicta | 24  | 30  | 9   | 6   | 15  | 43  | 61  | -18 |
|  | 13.  | Ferrandina (-1)  | 22  | 30  | 8   | 7   | 15  | 23  | 39  | -16 |
|  | 14.  | Moliterno        | 22  | 30  | 7   | 8   | 15  | 23  | 39  | -16 |
|  | 15.  | Irsinese         | 21  | 30  | 9   | 3   | 18  | 31  | 58  | -27 |
|  | 16.  | Pisticci         | 7   | 30  | 2   | 3   | 25  | 20  | 91  | -71 |
|  |      |                  | 477 | 480 | 187 | 106 | 187 | 648 | 648 | 0   |